# Gauliga Hessen
Die Gauliga Hessen war eine von 16 Fußball-Gauligen, die nach der nationalsozialistischen Machtergreifung 1933 als oberste Spielklassen im Deutschen Reich eingeführt wurden. Sie existierte bis 1941 und wurde im Zuge einer Neugliederung aufgelöst.

## Geschichte

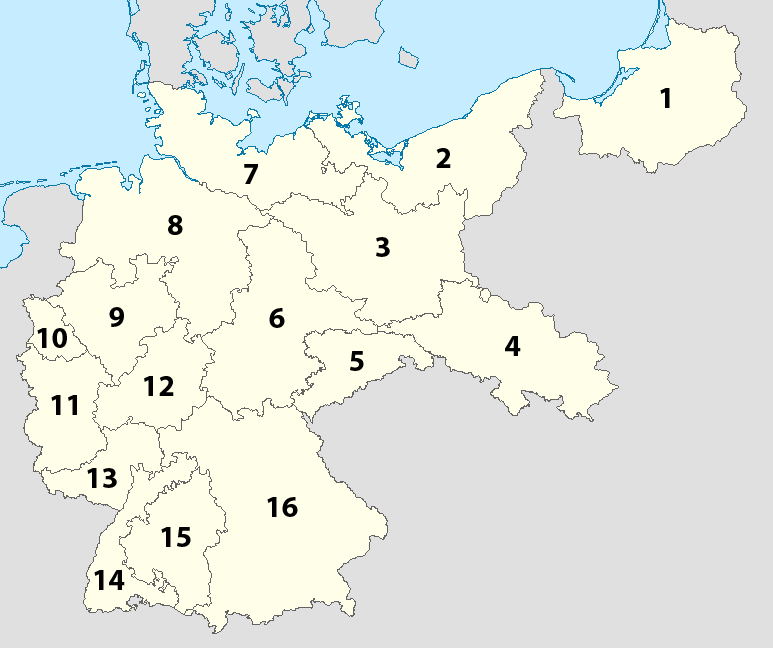
Die Gau-Einteilung 1933,
Nr. 12 = Hessen

In der Gauliga Hessen spielten in der Regel jeweils zehn Mannschaften den Teilnehmer an der Endrunde der deutschen Meisterschaft aus. 1939 wurde die Liga in zwei Staffeln unterteilt, in denen jeweils sechs Vereine gegeneinander antraten. Die jeweiligen Staffelsieger spielten untereinander in Hin- und Rückspiel den Bereichsmeister aus, der für die Endrunde qualifiziert war. 1941 wurde die Gauliga Hessen aufgelöst. Ein Teil bildete die Gauliga Kurhessen, der Rest bildete mit den Mannschaften der Staffel Mainhessen der Gauliga Südwest die Gauliga Hessen-Nassau.

## Gaumeister 1934–1941
In den acht Spielzeiten der Gauliga Hessen spielten insgesamt 19 Mannschaften, davon wurden vier verschiedene Vereine Gaumeister. Die Meister der Gauliga Hessen blieben jedoch in der sich anschließenden Endrunde um die deutsche Meisterschaft durchweg chancenlos und kamen kein einziges Mal über die Gruppenphase hinaus.
| Saison  | Gaumeister Hessen          | Abschneiden deutsche Meisterschaft | Deutscher Meister |
| ------- | -------------------------- | ---------------------------------- | ----------------- |
| 1933/34 | 1. SV Borussia 04 Fulda    | Gruppendritter Gruppe D            | FC Schalke 04     |
| 1934/35 | 1. FC Hanau 93             | Gruppendritter Gruppe D            | FC Schalke 04     |
| 1935/36 | 1. FC Hanau 93             | Gruppenzweiter Gruppe D            | 1. FC Nürnberg    |
| 1936/37 | SV 06 Kassel-Rothenditmold | Gruppenvierter Gruppe C            | FC Schalke 04     |
| 1937/38 | 1. FC Hanau 93             | Gruppenvierter Gruppe D            | Hannover 96       |
| 1938/39 | CSC 03 Kassel              | Gruppenvierter Gruppe 4            | FC Schalke 04     |
| 1939/40 | CSC 03 Kassel              | Gruppenvierter Gruppe 3            | FC Schalke 04     |
| 1940/41 | 1. SV Borussia 04 Fulda    | Gruppendritter Gruppe 2b           | SK Rapid Wien     |

## Rekordmeister
Rekordmeister der Gauliga Hessen ist der 1. FC Hanau 93, welcher die Gaumeisterschaft dreimal gewinnen konnten.
|  | Verein                     | Titel | Jahr             |
|  | -------------------------- | ----- | ---------------- |
|  | 1. FC Hanau 93             | 3     | 1935, 1936, 1938 |
|  | 1. SV Borussia 04 Fulda    | 2     | 1934, 1941       |
|  | CSC 03 Kassel              | 2     | 1939, 1940       |
|  | SV 06 Kassel-Rothenditmold | 1     | 1937             |

## Ewige Tabelle
Berücksichtigt sind alle Gruppen- und Finalspiele der Gauliga Hessen zwischen den Spielzeiten 1933/34 und 1940/41. Die Tabelle richtet sich nach der damals üblichen Zweipunkteregel.
| Pl. | Verein                     | Jahre | Sp. | S  | U  | N  | T+  | T-  | Diff. | Punkte  | Ø-Pkt. | Titel | Spielzeiten nach Kalenderjahren |
| --- | -------------------------- | ----- | --- | -- | -- | -- | --- | --- | ----- | ------- | ------ | ----- | ------------------------------- |
| 1.  | 1. FC Hanau 93             | 8     | 130 | 79 | 25 | 26 | 366 | 162 | +204  | 183:77  | 1,41   | 3     | 1933–41                         |
| 2.  | CSC 03 Kassel              | 8     | 128 | 67 | 29 | 32 | 350 | 183 | +167  | 163:93  | 1,27   | 2     | 1933–41                         |
| 3.  | SV 06 Kassel-Rothenditmold | 8     | 126 | 56 | 31 | 39 | 242 | 191 | +51   | 143:109 | 1,13   | 1     | 1933–41                         |
| 4.  | 1. SV Borussia 04 Fulda    | 7     | 112 | 63 | 13 | 36 | 285 | 159 | +126  | 139:85  | 1,24   | 2     | 1933–38, 1939–41                |
| 5.  | SG Hessen Hersfeld A       | 7     | 118 | 52 | 21 | 45 | 238 | 223 | +15   | 125:111 | 1,06   | -     | 1933–40                         |
| 6.  | VfB Friedberg              | 6     | 108 | 45 | 19 | 44 | 218 | 207 | +11   | 109:107 | 1,01   | -     | 1933–39                         |
| 7.  | SV Kurhessen Kassel        | 6     | 90  | 31 | 12 | 47 | 156 | 185 | −29   | 74:106  | 0,82   | -     | 1933–36, 1938–41                |
| 8.  | BC Sport Kassel            | 6     | 92  | 31 | 12 | 49 | 185 | 272 | −87   | 74:110  | 0,8    | -     | 1933–35, 1937–41                |
| 9.  | Germania Fulda             | 4     | 72  | 26 | 17 | 29 | 108 | 126 | −18   | 69:75   | 0,96   | -     | 1934–38                         |
| 10. | VfB 06 Großauheim          | 4     | 56  | 29 | 7  | 20 | 133 | 113 | +20   | 65:47   | 1,16   | -     | 1937–41                         |
| 11. | KEWA Wachenbuchen          | 4     | 64  | 15 | 19 | 30 | 85  | 143 | −58   | 49:79   | 0,77   | -     | 1936–40                         |
| 12. | VfB Kurhessen Marburg      | 3     | 54  | 11 | 12 | 31 | 100 | 185 | −85   | 34:74   | 0,63   | -     | 1933/34, 1935–37                |
| 13. | BSG Dunlop SV Hanau        | 3     | 38  | 9  | 8  | 21 | 71  | 124 | −53   | 26:50   | 0,68   | -     | 1938–41                         |
| 14. | TSV 1860 Hanau             | 2     | 20  | 8  | 3  | 9  | 50  | 53  | −3    | 19:21   | 0,95   | -     | 1939–41                         |
| 15. | SpVgg 1910 Langenselbold   | 2     | 28  | 4  | 4  | 20 | 40  | 117 | −77   | 12:44   | 0,43   | -     | 1934/35, 1940/41                |
| 16. | Hermannia Kassel           | 2     | 26  | 4  | 2  | 20 | 51  | 98  | −47   | 10:42   | 0,38   | -     | 1933/34, 1940/41                |
| 17. | SpVgg Niederzwehren        | 1     | 18  | 1  | 4  | 13 | 20  | 74  | −54   | 6:30    | 0,33   | -     | 1936/37                         |
| 18. | SV 06 Bad Nauheim          | 1     | 18  | 1  | 3  | 14 | 15  | 58  | −43   | 5:31    | 0,28   | -     | 1935/36                         |
| 19. | VfL TuRa Kassel            | 1     | 10  | 1  | 1  | 8  | 12  | 52  | −40   | 3:17    | 0,3    | -     | 1939/40                         |